# كازيمير ناتوف
كازيمير ناتوف (بالفرنسية: Kazimir Hnatow)‏ (مواليد 9 نوفمبر 1929) هو لاعب كرة قدم. يلعب مع منتخب فرنسا لكرة القدم. سبق له أن لعب في كأس العالم لكرة القدم مع منتخب بلاده.

## روابط خارجية
- كازيمير ناتوف على موقع قاعدة بيانات كرة القدم.إي يو (الإنجليزية)